# Parker Stevenson

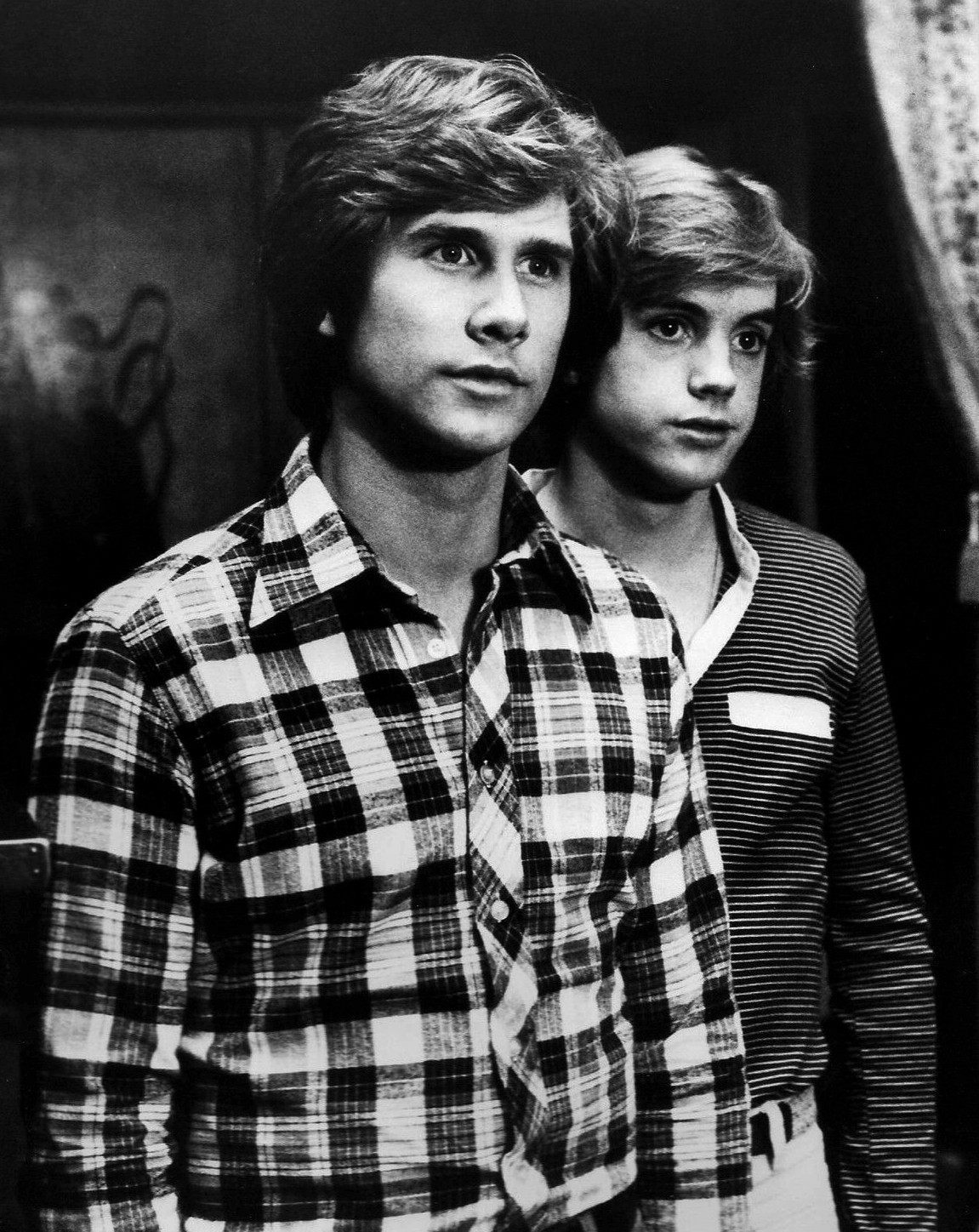
Parker Stevenson (l) en Shaun Cassidy in 1977

Parker Stevenson (Philadelphia, 4 juni 1952) is een Amerikaans acteur die in de tweede serie van North and South de rol van Billy Hazard overnam. Daarna speelde hij onder andere strandwacht in Baywatch.
Stevenson was van 1983 tot en met 1997 getrouwd met actrice Kirstie Alley. Samen hebben ze een zoon en een dochter geadopteerd.
- Bibliothèque nationale de France: cb13936639w (data)
- International Standard Name Identifier: 0000 0000 6654 2153
- Library of Congress Control Number: n79146512
- SNAC: w6gp1208
- Système universitaire de documentation: 164588981
- Virtual International Authority File: 35742902
- WorldCat: E39PBJtX9ptfJJjxCjXB7GQjG3